# Desmodium hookerianum
Desmodium hookerianum är en ärtväxtart som beskrevs av David Nathaniel Friedrich Dietrich. Desmodium hookerianum ingår i släktet Desmodium och familjen ärtväxter. Inga underarter finns listade i Catalogue of Life.